# Robinson Crusoe Jr.
Robinson Crusoe Jr. est un cartoon, réalisé par Norman McCabe et sorti en 1941, qui met en scène Porky Pig.